# Elymus elymoides
Elymus elymoides är en gräsart som först beskrevs av Constantine Samuel Rafinesque, och fick sitt nu gällande namn av Goodwin Deloss Swezey. Elymus elymoides ingår i släktet elmar, och familjen gräs. Inga underarter finns listade i Catalogue of Life.

## Bildgalleri

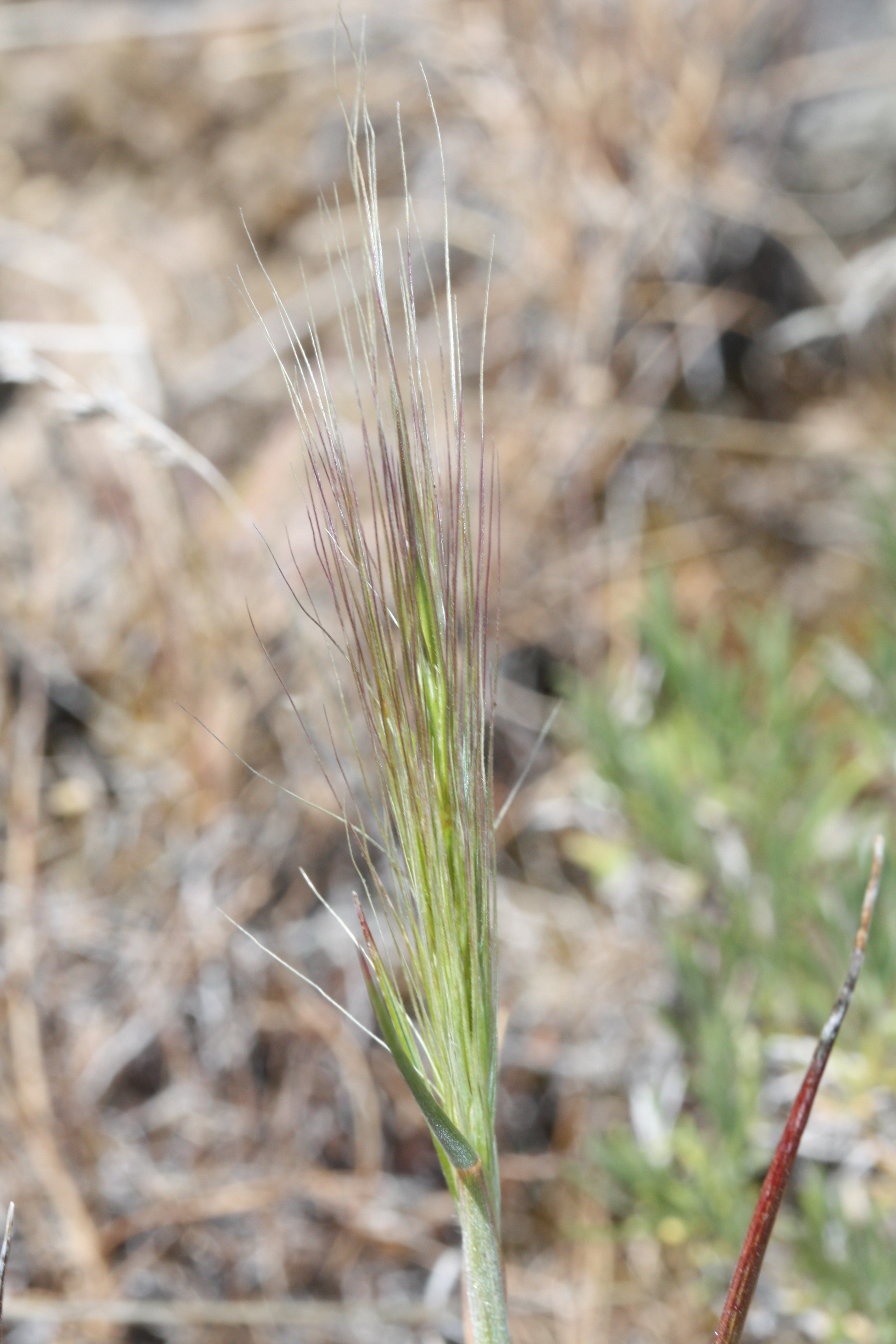
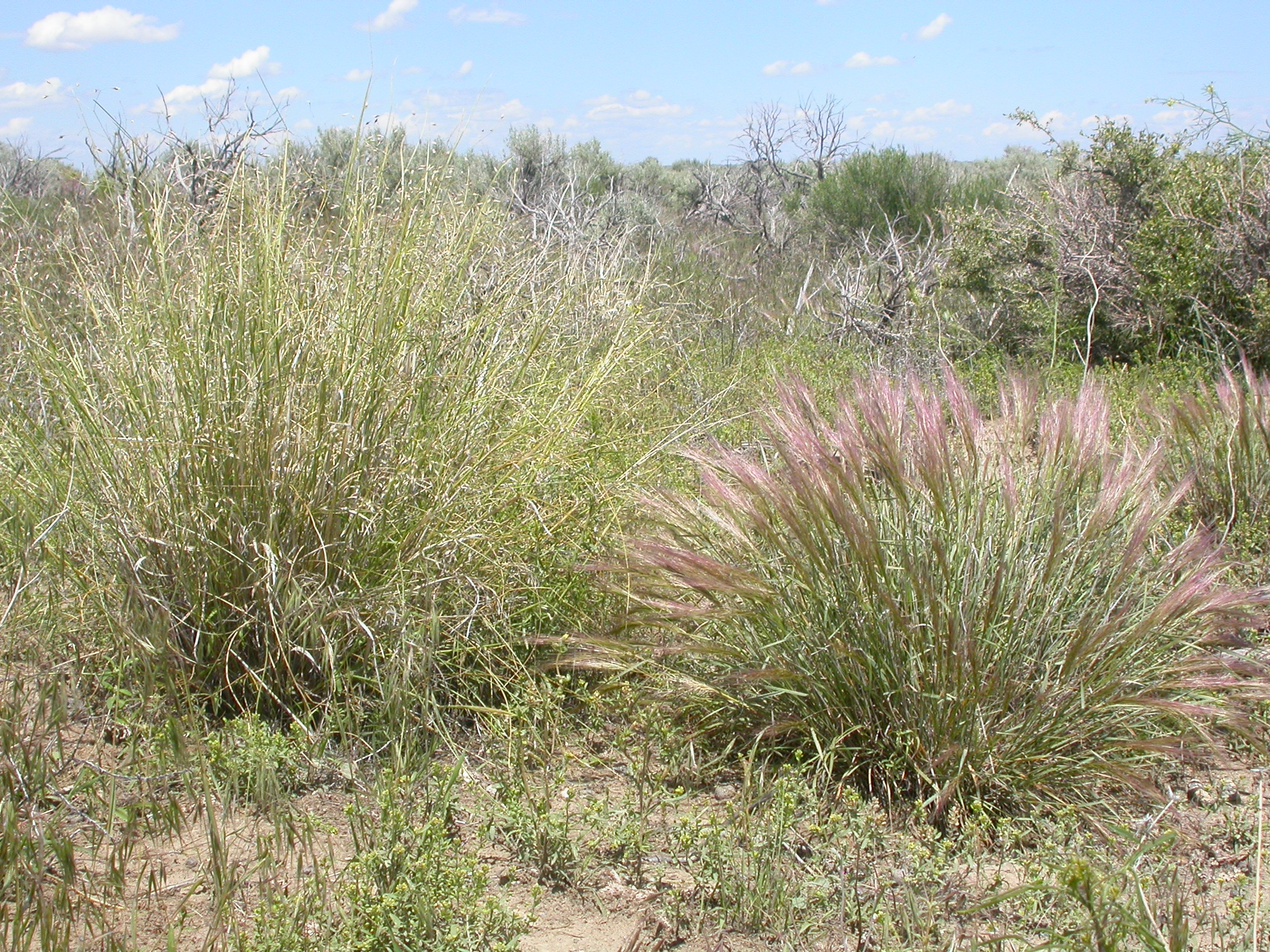